# Ahac
Ahac je moško osebno ime.

## Izvor imena
Ime Ahac izhaja iz latinskega imena Achatius, to pa iz hebrejskega Ahazjáhu v pomenu »Jahve je zagrabil«.

## Različici imena
Ahacij, Ahec

## Pogostost imena
Po podatkih Statističnega urada Republike Slovenije je bilo na dan 31. decembra 2007 v Sloveniji število moških oseb z imenom Ahac: 26.

## Osebni praznik
V koledarju je ime Ahac /Ahacij/ zapisano 22. junija (Ahacij, mučenec).

## Priimki nastali iz imena Ahac
Iz imena Ahac/Ahacij je nastalo več priimkov. Priimek Ahačič je še danes precej znan, bolj redki pa so naslednji priimki: Ahac, Ahčan, Ahčin, Ahec, Ahej, Ahman, Hac, Hace, Hacin, Hače, in Ahačevič. Verjetno pa iz imena Ahac izhajajo tudi naslednji priimki: Ašič, Ačič, Ačko, Ačkun, Kac, Kace, Kacin, Kacl

## Zanimivosti
- Na slovenskem ozemlju je znan sveti Ahacij krščanski mučenec iz Kapadokije in eden od 14 zavetnikov v sili. Njegov god je 22. junija. Sveti Ahacij je postal na Kranjskem zelo priljubljen, odkar se je na dan njegovega godu leta 1508 v Idrji odprla nova, izdatna žila živega srebra, in odkar so Kranjci na njegov god leta 1593 pri Sisku premagali Turke.
- V Sloveniji je 10 podružničnih cerkva sv. Ahacija. Tu velja omeniti le cerkev sv. Ahacija na vzpetini imenovani Gora (748 mnm) nad Malim Ločnikom pri Turjaku, ki je bila postavljena v spomin na zmago kristjanov nad Turki 22. junija 1593 pri Sisku pod vodstvom Andreja Turjaškega.